# Safo 16

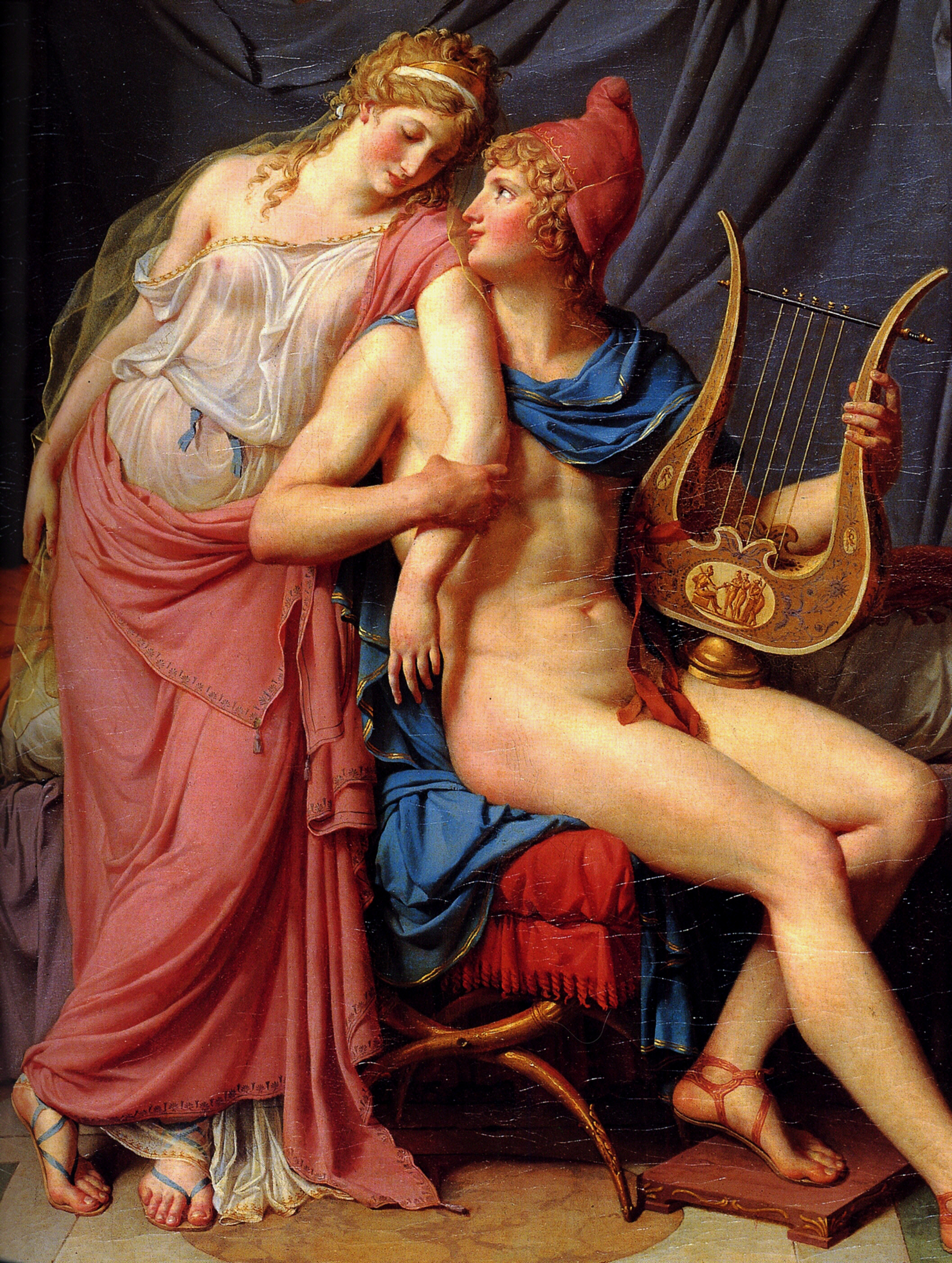
En el fragmento 16, Safo utiliza el amor de Helena por París (representado aquí en una pintura de Jacques-Louis David) como ejemplo de su afirmación de que lo más bello del mundo es lo que uno más ama.

Safo 16 es un fragmento de un poema de la poetisa griega Safo. Procede del Libro I de la edición alejandrina de la poesía de Safo, y se conoce por un papiro del siglo II descubierto en Oxirrinco, Egipto, a principios del siglo XX. Es un poema de amor que elogia la belleza de la amada, Anactoria, y expresa su deseo ahora que está ausente. El poema defiende que lo más bello del mundo es lo que uno desea, y utiliza la fuga de Helena de Troya con Paris como ejemplo mitológico para apoyar este argumento. El poema tiene al menos 20 versos, aunque no se sabe con certeza si termina en el verso 20 o si continúa durante otra estrofa.

## Transmisión
El fragmento 16 se conservó en el Papiro Oxirrinco 1231, un manuscrito del siglo II del Libro I de una edición de Safo, publicado por Bernard Pyne Grenfell y Arthur Surridge Hunt en 1914. En 2014, un papiro descubierto por Simon Burris, Jeffrey Fish y Dirk Obbink añadió algunas palabras al texto conocido del poema. Este papiro data de finales del siglo II o principios del III, y está escrito por la misma mano que un segundo papiro publicado por primera vez en 2014 (P. Sapph. Obbink), que conserva cinco estrofas del Poema de los Hermanos.

## Poema
El fragmento 16 está, junto con los demás poemas del Libro I de las obras de Safo, compuesto en estrofas sáficas. Esta estrofas están compuestas de cuatro versos, de los que los tres primeros son endecasílabos sáficos, de la forma "¯ ˘ ¯ × ¯ ˘ ˘ ¯ ¯ ˘ ¯ ¯", seguidos de un adónico de cinco sílabas, de la forma "¯ ˘ ˘ ¯ ¯". Son cinco estrofas; se discute si el poema termina o continúa en el fragmento 16a como afirman Burris, Fish y Obbink.
El poema es uno de los cinco poemas que se han transmitido de Safo cuyo tema es "el poder del amor". Expresa el deseo de la poetisa por la ausente Anactoria, recordándola. Este elogio se completa con la afirmación de que lo más bello para cualquier persona es aquello que ama; un argumento que Safo respalda con el ejemplo mitológico del amor de Helena por Paris. Algunos estudiosos han argumentado que el poema adopta deliberadamente esta posición como un rechazo de los valores masculinos griegos. El poema sigue una estructura quiástica, comenzando con un preámbulo, pasando al ejemplo mítico de la historia de Paris y Helena, y volviendo al tema del preámbulo para la estrofa final.
El poema comienza con un priamel, una estructura retórica donde una lista de alternativas se contrasta con una idea final diferente. La primera estrofa se abre con una lista de cosas que algunas personas consideran las más bellas del mundo: "algunos dicen un ejército de jinetes, otros dicen soldados de a pie, y otros dicen una flota". Pero ella la termina afirmando que la mayor belleza es  "lo que uno ama".
A esta estrofa introductoria le sigue un ejemplo mitológico para demostrar esta idea: el de Helena de Troya, que abandonó a su marido, a su hija y a sus padres para estar con el hombre que amaba. Este uso de Helena como ejemplo podría ser problemático: ya que Helena es la mortal más bella y, sin embargo, Safo define a Paris como el más bello. Harold Zellner explica esta aparente paradoja como parte integrante del argumento de Safo de que lo más bello es aquello a lo que se ama: la aparente contradicción entre que Helena sea la más bella y que Helena encuentre a París el más bello se resuelve si estamos de acuerdo con la definición de belleza de Safo.
Después de exponer la definición de Safo de lo que es la belleza, el poema pasa a una sección más personal, recordando a la amada del narrador, Anactoria.  Falta la transición del ejemplo mitológico de Helena y Paris al deseo del narrador por Anactoria, por lo que no se sabe exactamente qué le recordó al narrador a ella.  George Koniaris cree que esta transición, con la introducción aparentemente espontánea de Anactoria, hace que los elogios que Safo le hace parezcan frescos;  por el contrario, Hutchinson lo ve como un énfasis en la artificialidad deliberada de la obra. 

### Helena de Troya
Muchos comentaristas han sugerido que el uso que Safo hace de Helena como ejemplo en este poema es un rechazo de lo masculino en favor de los valores femeninos. John J. Winkler sostiene que el poema contrapone la definición de belleza de Safo al ideal masculino de poder militar. Sin embargo, G. O. Hutchinson señala que, aunque la definición de belleza que Safo ataca podría parecer una definición característicamente masculina, la definición por la que la sustituye es de aplicación general, en lugar de ser únicamente relevante para las mujeres.
Page duBois ha argumentado que el retrato que Safo hace de Helena en este poema es una inversión de las relaciones entre hombres y mujeres en los poemas homéricos, donde los hombres actúan sobre las mujeres; Helena en el poema de Safo es una actriz que toma sus propias decisiones.

### Anactoria
Anactoria es probablemente la misma persona que Anagora de Mileto, mencionada en la Suda como discípula de Safo. Máximo de Tiro la menciona junto con Atis y Girinna, como alguien a quien Safo amó como Sócrates amó a Alcibíades, Cármides y Fedro.

## Continuación después de la línea 20
Los estudiosos no están de acuerdo sobre si el fragmento 16 continuó después de la línea 20 o terminó en este punto. Antes del descubrimiento de los papiros de la Green Collection, la mayoría de los eruditos creían que el poema terminaba en la línea 20 y, cuando Burris, Fish y Obbink publicaron los papiros de la Colección Verde, también terminaron el poema allí Si el poema terminaba en este punto, el priamel en torno al cual se basa el poema estaría completo, con lo que el poema tendría una composición anular. Sin embargo, Joel Lidov sostiene que la estrofa que Burris, Fish y Obbink consideran la primera del fragmento 16a encaja mejor como final del fragmento 16. Rayor y Lardinois también creen que las líneas 21-24 de P. GC. inv. 105 forman parte del fragmento 16, estableciendo comparaciones con la línea 17 del fragmento 31 y el final del Poema de Titono, otros dos casos en los que un poema de Safo termina con la narradora reconciliándose con una situación imposible.